# Madame du Barry (film 1919)
Madame du Barry è un film muto del 1919 diretto da Ernst Lubitsch e interpretato da Pola Negri. Una delle numerose versioni che il cinema ha dedicato al personaggio della favorita di Luigi XV.

## Trama
Indecisa tra l'amore del povero ma onesto Armand e quello del seduttore, il ricco Don Diego, Jeannette decide contando come fossero i petali di un fiore, i nastri del suo corsetto. La sua carriera, che la porterà prima ai fasti di Versailles, amante del re Luigi XV, e poi alla ghigliottina, comincia così.

## Produzione
Il film venne prodotto in Germania dalla Projektions-AG Union (PAGU) e venne girato al Sans-Souci di Potsdam nel Brandenburgo.

### Regia
“...non è roba per me...io continuo a fare commedie”.. Le resistenze di Lubitsch cedono alle pressioni di Paul Davidson, direttore della Union-Ufa che gli voleva far dirigere “drammi sfarzosi”  interpretati dalla sua favorita Pola Negri e, già prima che la guerra sia finita, il regista si impegna in due melodrammi, di cui, almeno uno, (Gli occhi della mummia), abbastanza deludente. Nel 1919 i due, affiancati dagli attori Emil Jannings e Harry Liedtke e dallo sceneggiatore Hanns Kräly, già assidui collaboratori di Lubitsch, vengono coinvolti da Davidson in Madame du Barry, la “ più costosa operazione tedesca “ sino ad allora  e capostipite di quel filone di Kostümfilme, colossal storici, che proseguito dallo stesso Lubtisch (Anna Bolena), da Joe May e Dimitri Buchowetski (Danton), contribuisce all'affermazione internazionale del cinema tedesco, nell'immediato dopoguerra.
Stupì il mondo l'ampiezza dei mezzi impiegati in Madame du Barry, in un paese che era uscito in ginocchio dalla prima guerra mondiale  Di fatto, il ruolo strategico, di propaganda e mobilitazione affidato, nel suo atto fondativo, dall'Alto Comando tedesco all'UFA, di cui, nel 1917, il Governo era divenuto azionista per un terzo dei 25 milioni di capitale azionario, insieme a condizioni di mercato protetto, avevano assicurato alla società ingenti profitti.
Il film, all'epoca, fu considerato rivoluzionario, nel dinamismo impresso ai movimenti delle masse, nella disposizione delle scenografie , nella casualità dei punti di vista delle riprese. In sede critica, tuttavia, ne è stato individuato il debito verso Pastrone, in particolare Cabiria, per quanto concerne la spettacolare gestione delle folle e verso gli adattamenti teatrali di Max Reinhardt per l'illuminazione, le scene, i “movimenti in profondità”.
D'altro canto la scarsa ortodossia di alcuni movimenti della macchina o punti di vista, “...alzare la macchina verso il cielo o abbassarla su un mosaico arabescato del pavimento...o vedere la schiena della folla”,, sono attribuiti dal Kracauer, anche ad una nuova sensibilità iconografica introdotta dai cinegiornali di guerra. Con la loro curiosità, la ricerca del particolare insolito, fosse esso “la buca di una bomba con qualche paio di gambe all'imboccatura o...mucchi di fucili, ruote di autocarri o busti umani , essi avrebbero contribuito al mutamento delle “abitudini visive”, tra pubblico e tecnici.

## Distribuzione

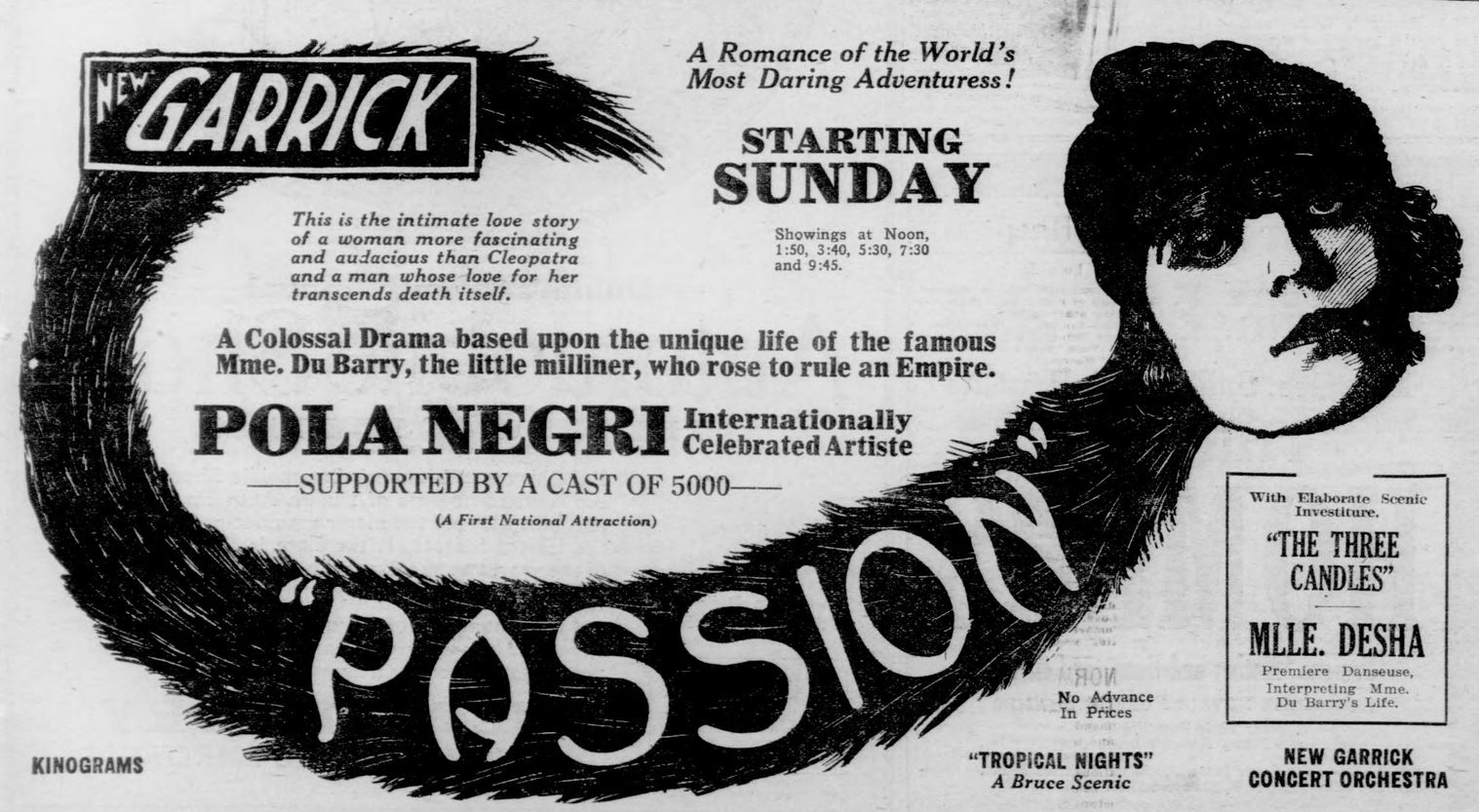
Distribuzione USA. Pubblicità su The Duluth Herald, febbraio 1921

In Germania venne distribuito dall'Universum Film (UFA). Il film inaugura l'UFA-Palast am Zoo Theater di Berlino nel settembre del 1919; un anno dopo, con un nuovo spartito musicale, appositamente composto da David Mendoza e William Axt, è al Capitol Theater di New York con il titolo mutato in Passion e il sottotitolo prudenziale A European Spectacle.
Nel 2006, la Grapevine Video ha distribuito negli Stati Uniti il DVD del film, accompagnato da una colonna sonora eseguita all'organo elettrico. In B/N, con scene colorate, della durata di 99 minuti.

### Date di uscita
IMDb
- Germania	18 settembre 1919 (premiere)
- Finlandia	27 settembre 1920
- USA Passion	12 dicembre 1920 (New York City, New York)
- Portogallo	12 novembre 1921
- Hong Kong	28 marzo 2004 (Early European Cinema)
- USA aprile 2006 DVD

Alias
- Madame DuBarry	Brasile / Polonia
- Kungens Mätress	Svezia
- Madame Dubarry - Kuninkaan jalkavaimo	Finlandia
- Madame du Barry	Francia
- Passion

### Accoglienza
Negli Stati Uniti, dove i sentimenti antitedeschi erano ancora profondi, si evitarono accuratamente, nella promozione del film, riferimenti alla Germania e si preferì sottolineare il ruolo di protagonista di Pola Negri e l'argomento di storia francese. Il successo fu straordinario e Lubitsch fu salutato come il “Griffith europeo”. Si sottolineò il “realismo storico” del film: la visione di una storia mossa dagli intrighi e dalle ambizioni personali, che veniva contrapposta alla utopica visione wilsoniana.
Per gli stessi motivi, Madame du Barry fu invece accusato in Francia di essere ispirato da sentimenti di rancore e vendetta. Gli si imputò di svilire i grandi eventi della Rivoluzione francese, a prodotto di misere passioni individuali quali la gelosia e l'invidia.. In Italia il film subì alcuni giorni di sequestro a Roma, nonostante avesse già ottenuto il nulla osta della censura.